# Nikolaï Podgorny
Nikolaï Viktorovitch Podgorny (parfois orthographié Podgornyï) ((ru) Никола́й Ви́кторович Подго́рный, (uk) Микола Вікторович Підгорний), né le 5 février 1903 (18 février dans le calendrier grégorien) à Karlivka (aujourd'hui en Ukraine), mort le 11 janvier 1983 à Moscou, est un dirigeant du Parti communiste de l'Union soviétique et de l'URSS.

## Biographie
Il fit ses études à l'Institut technologique de l'alimentation et de l'industrie à Kiev.
Il devint membre du Parti communiste de l'Union soviétique en 1939 (les sources sont contradictoires : d'autres évoquent 1930 ou 1950…)
Il devint membre du comité central du PCUS en 1956 et, au niveau « local », premier secrétaire du Parti communiste d'Ukraine de 1957 à 1963.
Nommé au Politburo, il participa au renversement de Nikita Khrouchtchev le 14 octobre 1964 et entra rapidement en concurrence voilée avec Léonid Brejnev. Un modus vivendi s'instaura : Brejnev devint premier secrétaire du parti, Alexis Kossyguine, Premier ministre, et Anastase Mikoyan prit la tête nominale de l'État.
Mikoyan s'étant toutefois rapidement retiré, en 1965, Nikolaï Podgorny accéda le 9 décembre 1965 à la fonction de président du præsidium du Soviet suprême de l'URSS (chef de l'État), fonction essentiellement honorifique qu'il occupera jusqu'à sa mise à la retraite forcée en juin 1977. Son épouse est décédée en 1995.

## Distinctions
- Ordre de Lénine